# Daniel Espinosa
Jorge Daniel Espinosa (Huddinge, 23 marzo 1977) è un regista, sceneggiatore e produttore cinematografico svedese di origine cilena.

## Biografia
Ha studiato cinema presso la National Film School in Danimarca, laureandosi nel 2003 con il cortometraggio di tesi Bokseren. Il suo lungometraggio d'esordio è stato Babylonsjukan del 2004. Nel 2007 dirige il film di produzione danese Uden for kærligheden. Il film, con protagonista David Dencik, racconta le vicende del padre single Shmuli, che vorrebbe emigrare negli Stati Uniti, e la sua storia d'amore con una donna pakistana.
Nel 2010 dirige il suo terzo film, Snabba Cash (titolo internazionale Easy Money), basato sul romanzo La traiettoria della neve di Jens Lapidus. Il film è stato uno dei maggiori successi cinematografici in Svezia nel 2010. Nel 2012 dirige il suo primo film in lingua inglese, Safe House - Nessuno è al sicuro con Denzel Washington e Ryan Reynolds.
Nel 2015 ha lavorato all'adattamento cinematografico del romanzo Bambino 44 di Tom Rob Smith, mentre nel 2017 torna al cinema con un film thriller fantascientifico ambientato nello spazio, Life che segna la seconda collaborazione con l'attore Ryan Reynolds.

## Filmografia
- Bokseren – cortometraggio (2003)
- Babylonsjukan (2004)
- Uden for kærligheden  (2007)
- Snabba Cash (2010)
- Safe House - Nessuno è al sicuro (Safe House) (2012)
- Child 44 - Il bambino numero 44 (Child 44) (2015)
- Life - Non oltrepassare il limite (Life) (2017)
- Morbius (2022)
- Madame Luna (2024)